# Rayo (P-42)
El Rayo (P-42) es un patrullero de altura de la Armada Española y el segundo de los Buques de Acción Marítima construidos, siendo el quinto buque de la armada con dicho nombre.

## El buque
El Rayo (P-42), es el segundo de los BAM, buques modulares, adaptados a distintos propósitos sobre una base común, y pertenece en concreto al tipo patrullero de altura, al igual que el Meteoro, cabeza de su clase.

## Historial

### Construcción y entrega
Fue puesto sobre la grada el 3 de septiembre de 2009 en el astillero de Puerto Real-San Fernando.
Fue botado el martes 18 de mayo de 2010, amadrinado por la ministra de defensa Carme Chacón, tras lo cual, continuó su proceso de construcción a flote. Entre el 27 de mayo y el 1 de julio de 2011, realizó sus pruebas de mar en lo que a la plataforma se refiere.
Fue entregado a la Armada el 26 de octubre de 2011 en la base naval de Rota, en un acto presidido por Constantino Méndez,  secretario de Estado de Defensa, y Manuel Rebollo, Almirante Jefe de Estado Mayor de la Armada.

### Década de 2010
Tras recalar en Cartagena a finales de noviembre, arribó a su puerto base en el Arsenal de Las Palmas el 20 de diciembre de 2011
, donde permaneció hasta el 16 de enero de 2012, momento en que zarpó para realizar su crucero de resistencia, en el cual, realizó ejercicios de vigilancia, transbordo de pesos y comunicaciones con el Atalaya (P-74) en el Mar de Alborán, para dirigirse posteriormente a Palermo (Italia), donde hizo escala el 23 de enero de 2012, zarpando posteriormtente con destino a Esmirna, Turquía.
El 19 de abril, zarpó desde su base, en primer lugar con rumbo a la Escuela Naval Militar de Marin donde realizó ejercicios y fue mostrado a los alumnos, y se le realizaron mediciones en el Centro de Medidas Electromagnéticas de la Armada, en Ferrol, se realizaron ejercicios contraincendios y de control de averías e inundaciones, Posteriormente se dirigió a Cádiz donde se realizaron tres semanas de adiestramiento individual, realizándose apontajes con AB-212 y SH-60B. Seguidamente se realizó la Calificación Operativa en Cartagena, evaluándose las áreas de navegación de precisión, maniobra y seguridad física en puerto. El buque volvió a de nuevo a Cádiz para ser evaluado en las áreas de vuelo y artillería. El 1 de junio, retornó a su base en Las Palmas de Gran Canaria tras finalizar su periodo de calificaciones operativas y adiestramientos, pasando a considerarse desde ese momento como plenamente operativo.
El 15 de febrero de 2013, zarpó desde Cartagena, con rumbo al océano Índico, para incorporarse a la operación  Atalanta de lucha contra la piratería en aguas de Somalia. El 9 de marzo, dio escolta al petrolero Royal Grace, que fue liberado tras llevar secuestrado desde el 11 de mayo de 2012. El petrolero, tras recibir asistencia de la Méndez Núñez, continuó su travesía escoltado por el Rayo, con destino al puerto de Salalah en Omán. El 20 de mayo, finalizó su despliegue en la operación Atlanta, para iniciar seguidamente otro despliegue en aguas africanas con escalas previstas en Tanzania, Mozambique, República Sudafricana, Namibia, Angola, Gabón, Nigeria, Costa de Marfil, Guinea, Senegal y Cabo Verde. Retornó a su base en Las Palmas el 28 de julio de 2013.
En diciembre de 2013, participó en la operación que llevó a la captura en aguas cercanas a las islas Canarias del velero Triton 2000, que transportaba 550 kg de cocaína a bordo.
En diciembre de 2014 relevó a la Navarra en la operación Atalanta de lucha contra la piratería en un despliegue que tiene un tiempo estimado de seis meses, despliegue en el transcurso del cual, se adiestró a bordo a personal de la marina de Madagascar, para regresar a su base el 26 de mayo de 2015.
A finales de octubre de 2015 participó en las tareas de rescate de un helicóptero Superpuma del Servicio de Búsqueda y Rescate (SAR) del Ejército del Aire y del Espacio que se había estrellado en el Atlántico mientras regresaba a Canarias y se encargó del traslado de los cuerpos de los tres integrantes de la tripulación del helicóptero hasta Las Palmas de Gran Canaria.
En julio de 2017 zarpó desde su base para incorporarse durante tres meses a la operación Atalanta de lucha contra la piratería en aguas de Somalia
En octubre de 2018 trasladó a un equipo GEO a 950 millas de Canarias para interceptar al remolcador de bandera moldava Breath, que transportaba 1400 kg de cocaína a bordo.

### Década de 2020
El 29 de junio de 2020 capturó em el Atlántico a unas 1000 millas de las islas Canarias al velero Nergha que transportaba 1200 kg de cocaína a bordo. El 15 de junio de 2021 zarpó desde su base para integrase en Cartagena a partir de 22 de junio como buque de mando de la agrupación naval permanente de medidas contra minas n.º2 de la OTAN.
El 16 de junio de 2021 parte del arsenal militar de Las Palmas, tras haber sido designado buque de mando de la Agrupación Permanente de Medidas Contra Minas número 2 de la OTAN (SNMCMG-2)
El 25 de junio de 2021 parte del puerto de Cartagena como buque de mando de la Agrupación Permanente de Medidas Contra Minas número 2 de la OTAN (SNMCMG-2).
El 20 de diciembre de 2021 regresa a la base naval de Las Palmas, en Gran Canaria, tras un despliegue de más de seis meses como buque de mando de la SNMCMG-2.

### Buques de la clase
- Meteoro (P-41)
- Relámpago (P-43)
- Tornado (P-44)
- Audaz (P-45)
- Furor (P-46)